# Xanthomelanodes atripennis
Xanthomelanodes atripennis là một loài ruồi trong họ Tachinidae. Nó được tìm thấy ở Bắc Mỹ.